# Пастушок мадагаскарський
Пастушок мадагаскарський (Rallus madagascariensis) — вид журавлеподібних птахів родини пастушкових (Rallidae). Ендемік Мадагаскару.

## Поширення
Трапляється в деяких районах на сході Мадагаскару, де не дуже поширений. Його загальна чисельність оцінюється в 2500-10 000 екземплярів. Мешкає в районах густої водної рослинності на болотах, у вологих лісах і на берегах річок від рівня моря до 1800 м над рівнем моря, але в основному зустрічається на великих висотах. Віддає перевагу місцевості з рослинністю, де переважають високі трави, очерет та осока.

## Опис
Пастушок середнього розміру (25 см), досить однорідного кольору. Оперення переважно коричневе, з деякими смугами у верхній частині тіла та верхній частині грудей, але обличчя сірувате, а горло та підхвістя білі. Дзьоб червоний, а ноги темні.